# Santa Creu d'Olorda
La Santa Creu d'Olorda és una ermita i també rep aquest nom l'enclavament on està construïda, que pertany administrativament al districte de Sarrià-Sant Gervasi al municipi de Barcelona, però separat lleugerament de la resta del terme municipal.
El paratge es troba en plena serra de Collserola envoltat per alguns dels seus cims com són el Puig d'Olorda, el Turó Rodó, el Turó del Xai. En l'enclavament també hi ha el Castell d'Olorda i la Pedrera dels Ocells.

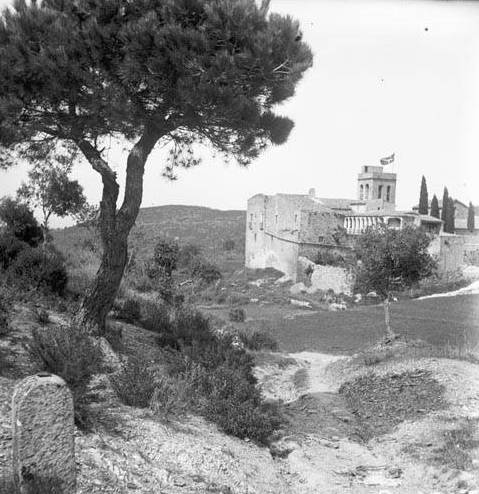
El nucli de Santa Creu d'Olorda el 1907

L'edifici és al terç sud de l'enclavament. Encara que no hi ha prou informació per assegurar-ho, tot fa pensar que els elements preromànics de l'església, centrats en l'absis, daten de la fi del primer mil·lenni. Aquesta tesi la corroboren documents conservats dels anys 1032 i 1066. De l'absis primigeni (segles VIII–IX) parteix, potser, tota l'evolució arquitectònica: el creuer elevat d'estil carolingi (segles IX–X), el campanar d'espadanya (segle xiv), reformat a partir del 1619, la porta renaixentista actual (segle xvi), la rectoria i les diverses dependències modificades al llarg del temps. Tot això va ser cremat l'any 1936 i posteriorment restaurat pel grup excursionista Els Blaus de Sarrià.
L'església formava part de l'antic municipi de Santa Creu d'Olorda. En desaparèixer aquest municipi el 1916, el seu territori es va dividir entre els municipis de Molins de Rei, Sant Feliu de Llobregat i Sarrià. L'ermita i el seu territori circumdant varen passar a Sarrià i posteriorment a Barcelona. Actualment aquest territori és un enclavament que té la capital de Catalunya.
El gener del 2014 l'Ajuntament de Molins de Rei va aprovar una moció en què es reclamava que Santa Creu d'Olorda formés part del seu terme municipal. Aquesta moció argumentava els vincles històrics entre aquest territori i el municipi. El maig d'aquell any s'iniciaven els tràmits oficials per fer-ho efectiu.
Al novembre de 2016 s'anuncia que, a causa de l'estancament de la moció, Santa Creu seguirà pertanyent a Barcelona però la seva gestió passarà a mans del bisbat de Sant Feliu, i es va nomenar un capellà de Molins de Rei com a administrador. El gener de 2017 es firma l'acord i entra en vigència.

## Determinació de la longitud del metre
Aquest indret (ubicació possible del Castell d'Olorda) va formar part de la colla de vèrtexs on es van prendre dades i s'hi van fer triangulacions, a finals del Segle XVIII, per mesurar amb precisió el meridià terrestre que passa per Dunkerque, París i Barcelona. Això va permetre determinar la longitud del metre. La triangulació es va fer de dalt del Puig d'Olorda.

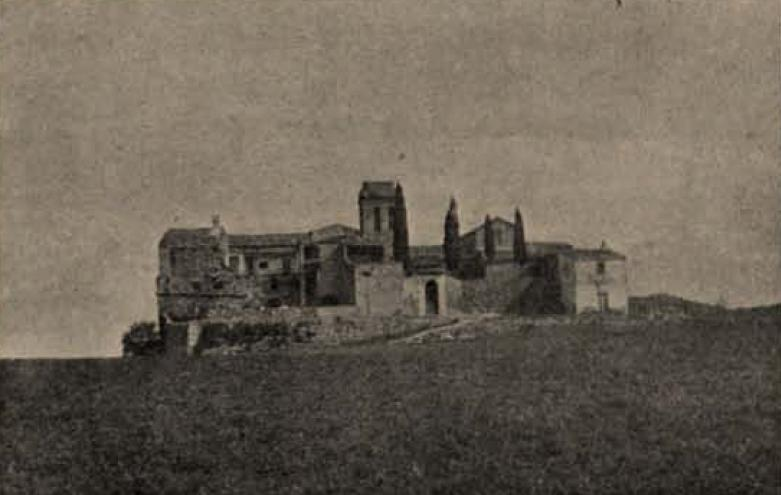
A principis del segle xx.
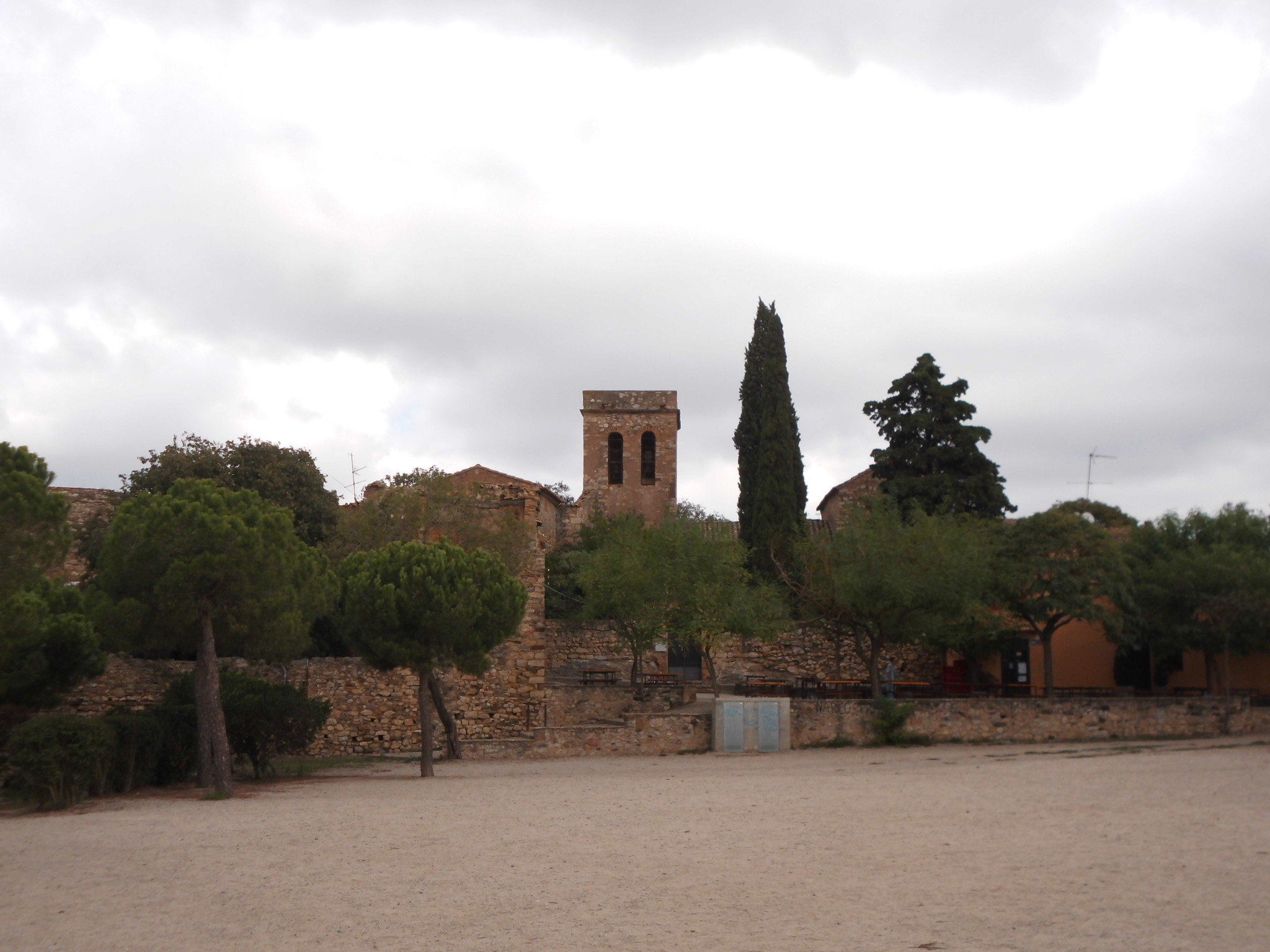
Vista actual
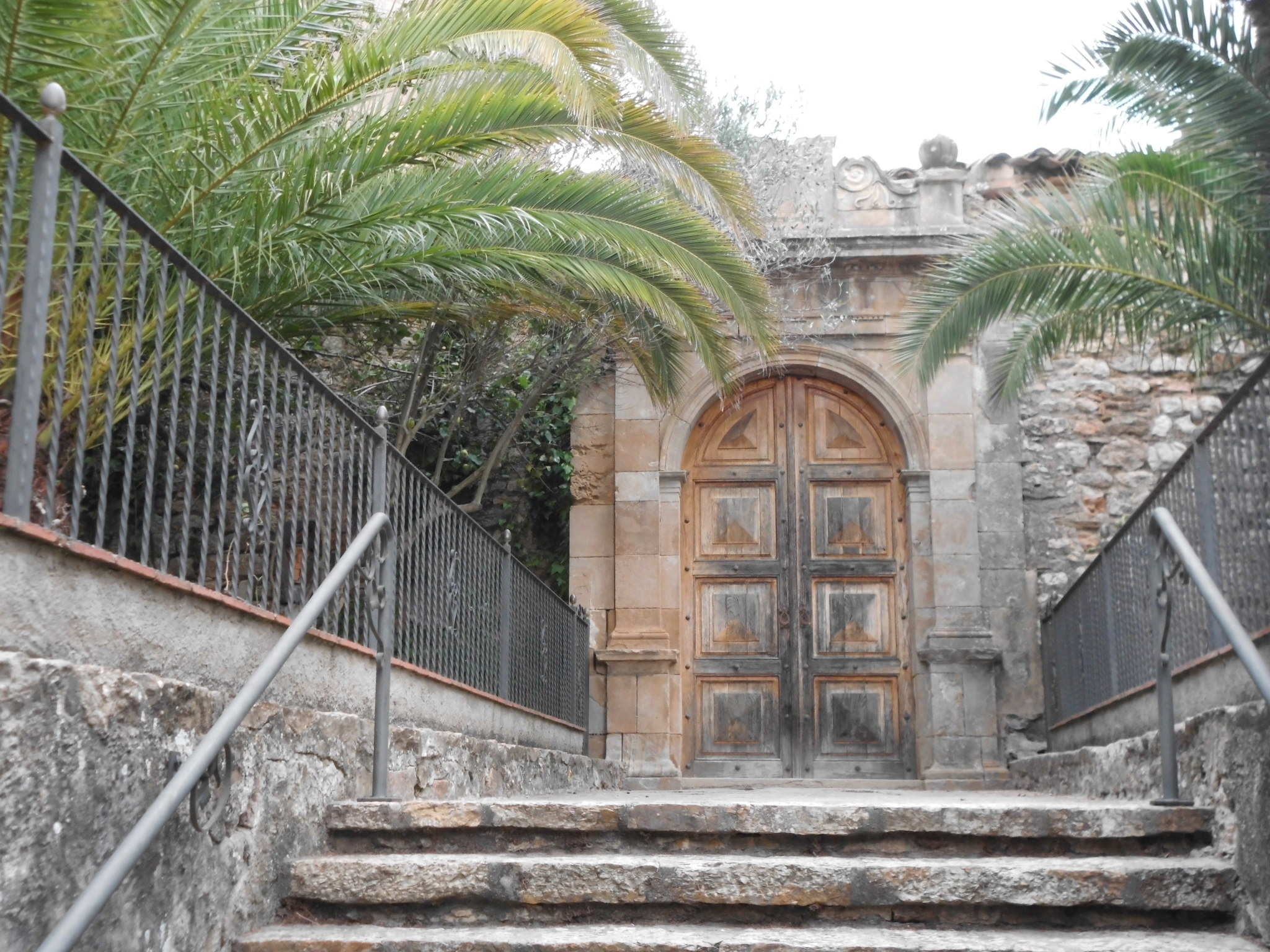
Porta d'entrada
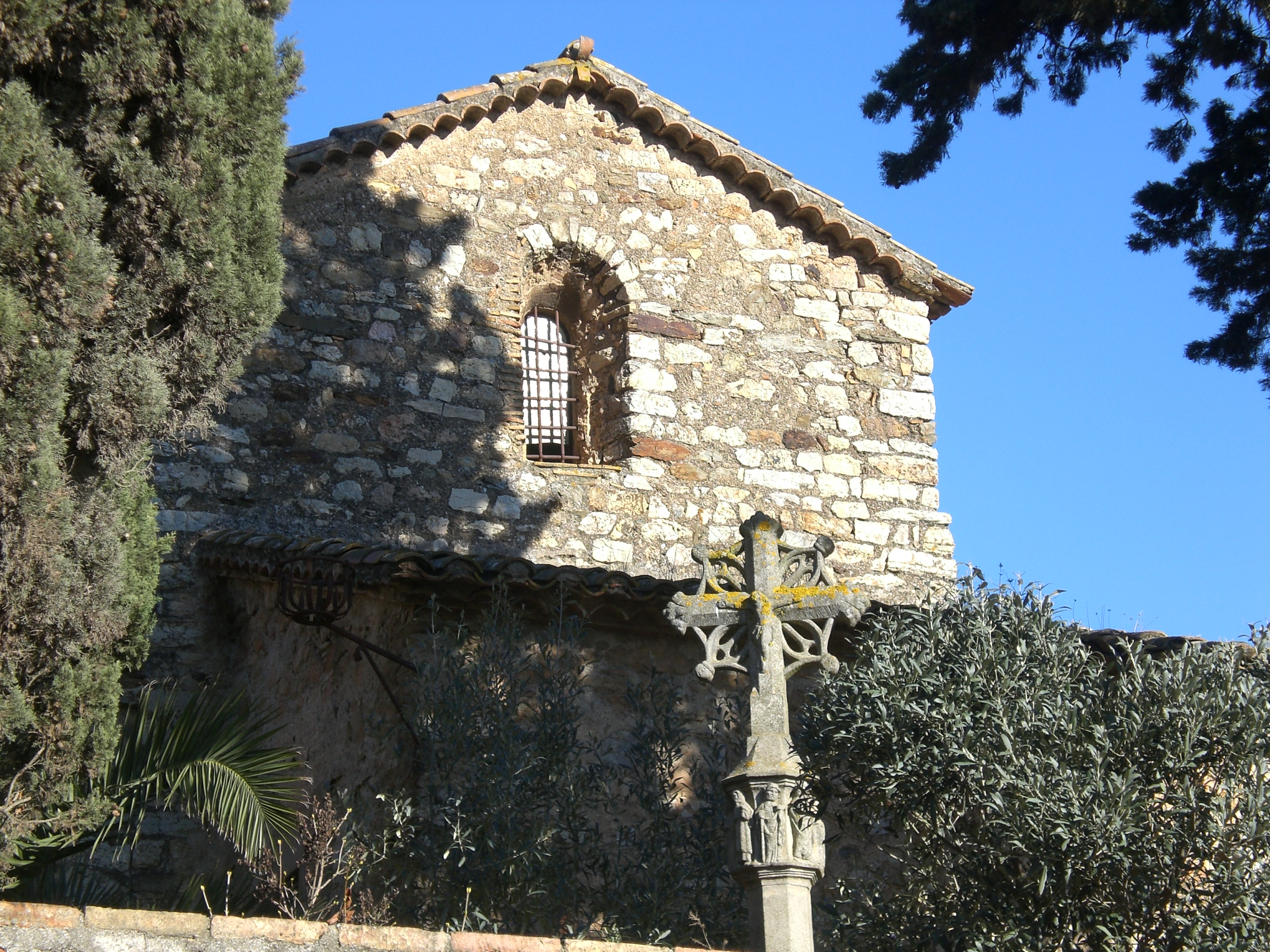
Creu al costat de l'església